# Serliana

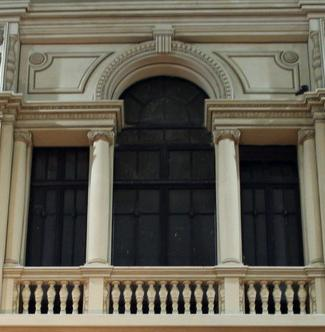
Finestra serliana della Galleria Vittorio Emanuele III (Messina).

 Serliana  és el nom d'un recurs arquitectònic molt utilitzat en el Renaixement que consisteix a combinar arcs de mig punt amb altres de llinda. Deu el seu nom a l'arquitecte Sebastiano Serlio, que va ser el primer a teoritzar sobre aquesta forma arquitectònica.
La  serliana  s'utilitza generalment en portades i loggies a manera d'Arc de triomf en què els laterals estan adovellats i són més baixos.